# Gyula Hényel
Gyula Hényel (ur. w 1952) – węgierski skoczek narciarski.
Brał udział w 23. Turnieju Czterech Skoczni (1974/1975). Wystartował we wszystkich czterech konkursach, a najwyższe miejsce zajął w ostatnim konkursie w Bischofshofen – był na 60. miejscu. W łącznej klasyfikacji turnieju zajął 66. miejsce (sklasyfikowano 72 zawodników). Wystartował również w Turnieju Czterech Skoczni 1979/1980, który był już zaliczany do klasyfikacji Pucharu Świata. Zajmował jednak bardzo dalekie pozycje i w łącznej klasyfikacji zajął 97. miejsce (na 113 zawodników).
Zanotował kilkanaście startów w Pucharze Świata. Najwyższe miejsce zajął 26 stycznia 1980 w Zakopanem – był wówczas 28. zawodnikiem konkursu, jednak zgodnie z ówczesnymi zasadami PŚ pucharowych punktów nie zdobył.
W swojej karierze trzykrotnie zdobywał indywidualne mistrzostwo Węgier w skokach narciarskich – miało to miejsce w 1976 na większej skoczni i dwukrotnie w 1979 (na mniejszej i na większej skoczni).